# كريس مايرز (عازف جاز)
كريس مايرز (بالإنجليزية: Kris Myers)‏ هو عازف جاز أمريكي، ولد في 5 أبريل 1977.

## وصلات خارجية
- كريس مايرز على موقع ميوزك برينز (الإنجليزية)
- كريس مايرز على موقع ميوزك برينز (الإنجليزية)
- كريس مايرز على موقع ديسكوغز (الإنجليزية)